# Saison 18 d'Esprits criminels
Chronologie
Saison 17 Saison 19
La dix-huitième saison d’Esprits criminels (Criminal Minds: Evolution), série télévisée américaine, est constituée de dix épisodes et est diffusée du 8 mai 2025 au 10 juillet 2025 sur Paramount+ aux États-Unis,.

## Synopsis
Le département des sciences du comportement (BAU, Behavioral Analysis Unit en VO), situé à Quantico en Virginie, est une division du FBI.
Six mois après les évènements de la dernière saison, l'équipe du DSC est désormais contrainte à collaborer avec Voit afin du lutter contre son réseau de fidèles mais ce dernier, après être sorti de son coma artificiel, ne se souvient plus de rien.

## Distribution

### Acteurs principaux
- Joe Mantegna (VF : Hervé Jolly) : David Rossi
- Paget Brewster (VF : Marie Zidi) : Emily Prentiss
- Andrea Joy Cook (VF : Véronique Picciotto) : Jennifer « J. J. » Jareau
- Kirsten Vangsness (VF : Laëtitia Lefebvre) : Penelope Garcia
- Adam Rodríguez (VF : Cyrille Artaux) : Luke Alvez
- Aisha Tyler (VF : Anne O'Dolan) : Dre Tara Lewis
- Ryan-James Hatanaka (en) (VF : Jim Redler) : Tyler Green
- Zach Gilford (VF : Pascal Nowak) : Elias Voit

### Acteurs récurrents
- Nicole Pacent : Rebecca Wilson
- Aimee Garcia : Dre Julia Ochoa[4]

### Invités
- Matthew Gray Gubler (VF : Taric Mehani) : Dr Spencer Reid[5]
- Josh Stewart (VF : Thierry Wermuth) : Will LaMontagne Jr.
- Mekhai Andersen : Henry LaMontagne
- Phoenix Andersen : Michael LaMontagne
- Linda Lavin : Connie LaMontagne
- Candy Clark : Sandy Jareau

## Production

### Développement
Le renouvellement de la série, pour une dix-huitième saison, est annoncé le 6 juin 2024. Sa diffusion débute le 8 mai 2025 avec un épisode par semaine.

### Attribution des rôles
L'ensemble du casting principal de la saison précédente est de retour et Nicole Pacent reprend également le rôle de Rebecca.
Le 12 septembre 2024, il est annoncé que l'actrice Aimee Garcia rejoint la distribution en tant que personnage récurrent dans le rôle du Dre Julia Ochoa.
Matthew Gray Gubler, alias Spencer Reid, fait un retour hautement réclamé par les fans de la série mais étant donné l'emploi du temps chargé de l'acteur, il ne sera de retour que pour un épisode,.

## Liste des épisodes

### Épisode 1:Swimmer's Calculus
- États-Unis : 8 mai 2025 sur Paramount+

- Jade Harlow : Kristi Estes
- Tate Moore : Vivian Estes
- Eddie Mills : Curtis Estes
- Gilli Messer : Agent Beatriz Carr
- Cortés Alexander : Travis Townsend
- Eric Scott Alperin : le collègue
- Austin Archer : David Hartle
- Bourke Floyd : Shérif Brody
- Ariel Jackson : Monica Luna, l'infirmière
- Clayton Royal Johnson : Tom
- Dennis Mencia : Richard Downey
- Sam O'Byrne : Franklin Fowler
- Tyler Ham Pong : l'ambulancier Harris
- Josh Server (en) : Chakoian, policier d'État du Delaware
- Daisy Wang : Chrissie
- Adriana Fricke : une officière tactique du SWAT (non-créditée)

- D'introduction : « Toute eau a une mémoire parfaite et essaie toujours de revenir là où elle était » de Toni Morrison.

### Épisode 2:The Zookeeper
- États-Unis : 15 mai 2025 sur Paramount+

- Elden Henson : Clyde Smets
- Sadie Stanley : Tia Ryder
- Ariel Jackson : Monica Luna, l'infirmière
- Daniela Lee : Elsie Traver
- Lucas Randazzo : Aiden Hirano
- Paul Toweh : Owen Moss
- Taiana Tully : Sabrina Traver

- D'introduction : « Chaque homme prend les limites de son propre champ de vision pour les limites du monde » de Arthur Schopenhauer.

### Épisode 3:Time to Say Goodbye
- États-Unis : 22 mai 2025 sur Paramount+

- Kerry Knuppe : Ramona Havener
- Janelle Gaeta Marmo : Katie Rollo

- D'introduction : « Que possèdent les femmes ? Le foyer et la famille. Et les enfants et la nourriture. Les amitiés. Le travail. Le travail du monde. Et le travail d'être humain. Les souvenirs. Et les ennuis. Et les chagrins et les triomphes. Et l'amour. » de Maira Kalman (en).

### Épisode 4:I'm Fine, It's Fine. Everything is Fine.
- États-Unis : 29 mai 2025 sur Paramount+

- Derek Webster : Dr. Malcolm Ramsey
- Tayler Buck : Ariel Ramsey
- Alexander Bedria : Brad Falco
- Patrick Brennan (en) : Ivan Escota
- Gabriela Banus : Lizzie Blent
- Nicole Collins : Blair Cameron
- Nicole Rainteau : Mary Townes

- D'introduction : « Aimer fait mal. C'est comme se laisser écorcher en sachant qu'à tout moment l'autre peut vous arracher la peau. » de Susan Sontag.

### Épisode 5:The Brutal Man
- États-Unis : 5 juin 2025 sur Paramount+

### Épisode 6:Hell is Empty…
- États-Unis : 12 juin 2025 sur Paramount+

### Épisode 7:All the Devils are Here
- États-Unis : 19 juin 2025 sur Paramount+

### Épisode 8:Tara
- États-Unis : 26 juin 2025 sur Paramount+

### Épisode 9:CollateRal
- États-Unis : 3 juillet 2025 sur Paramount+

### Épisode 10:The Disciple
- États-Unis : 10 juillet 2025 sur Paramount+